# Skjerstad og Misværs socken
Skjerstad og Misværs socken (norska: Skjerstad og Misvær sokn) eller Skjerstad og Misværs församling (norska: Skjerstad og Misvær menighet) är en församling i Bodø domprosteri i Sør-Hålogalands stift inom Norska kyrkan. Församlingen omfattar ett område motsvarande den tidigare kommunen Skjerstad, i den sydöstra delen av Bodø kommun i Nordland fylke i norra Norge.
Skjerstad og Misværs socken bildades 2015 genom en sammanslagning av dåvarande Skjerstads socken och Misværs socken.

## Kyrkor
- Misværs kyrka
- Skjerstads kyrka